# Любартівський полк
Лю́бартівський (Лю́бартовський) полк — адміністративно-територіальна військова одиниця Правобережної України під час Хмельниччини. Утворений 1648 року. Полковий центр — місто Любартів (нині смт Любар Житомирської області).
Відомостей про полк, його територію та керівників, на жаль, дуже мало. Так, відомо, що в 1649 році Богдан Хмельницький посилає Івана Донця (1-ша чв. 17 ст.— імовірно, після 1667) на Волинь, останній діяв там як любартівський полковник разом із Г. Яцкевичем та М. Тишею.
Деякі дослідники вважають, що Любартівський полк був скоріше не бойовим полком, а лише територіальною адміністрацією. Існують також думки, що Любартівський полк був не козацьким полком в повному розумінні цього слова, а полком селянського ополчення, який сформував у 1649 році Іван Донець в Любартові та його околицях. Любартів також згадується як сотенне місто Волинського (Остропільського) полку.
Богдан Хмельницький звернув особливу увагу на зміцнення прикордонної смуги, в якій перебував і Любартів. У березні 1649 р. він вислав туди два полки в складі 10 тис. чоловік. Військо було розташоване по лінії Случі і Мурафи. У Любартові стояли селянські загони полковників Івана Донця і Михайла Таборенка; вони мали у своїх руках також Гриців, Лабунь і Сульжин.
В червні 1649 р. польські війська перейшли Горинь і почали наступи на селянські відділи, що стояли тут залогами. Полки Івана Донця й Михайла Таборенка взяли участь у відбитті походу 1649 року Андрія Фірлея до Заслава. За завданням Гетьмана Богдана Хмельницького вони мали перекрити переправу через ріку Горинь біля Заслава. Проте козацькі полки не встигли вчасно зробити це і польське військо переправилося через річку ще до їх прибуття. Під час битви під Заславом біля села Сульжинці вищезгадані полки були розбиті. Залишки полків відступили спочатку до Любартова, а потім далі на схід, де приєднались до головного козацького війська Богдана Хмельницького.
У липні 1649 року Любартівський полк у складі козацького війська під проводом київського полковника Михайла Кричевського брав участь у битві під Лоєвом з литовським військом Януша Радзивілла. Внаслідок битви козаки не дозволили литовському війську продовжити наступ на Київ.
За Зборівським договором 8 серпня 1649 року полк перестає існувати, його територія залишилась за Польщею.